# 鉄筋施工技能士
鉄筋施工技能士（てっきんせこうぎのうし）とは、国家資格である技能検定制度の一種で、都道府県職業能力開発協会（問題作成等は中央職業能力開発協会）が実施する、鉄筋施工に関する学科及び実技試験に合格した者をいう。

## 概要
技能検定においては、「鉄筋施工図作成作業」と「鉄筋組立て作業」に分かれる。
等級には、1級及び2級があり、それぞれ上級技能者、中級技能者が通常有すべき技能の程度と位置づけられている。
鉄筋施工技能士は、職業訓練指導員 (建設科)の実技試験免除資格になっている。

## 実技作業試験内容

### 鉄筋施工(鉄筋施工図作成作業)
- 1級：2階建て鉄筋コンクリート造の建築物の基礎伏図、はり・床伏図、各部断面リスト等に基づき、柱、はり及び小ばりの鉄筋施工図並びに加工絵符(えふ)の作成について行う。試験時間＝3時間
- 2級：2階建て鉄筋コンクリート造の建築物のはり･床伏図、断面リスト等に基づき、スラブの鉄筋施工図並びに加工絵符(えふ)の作成について行う。試験時間＝2時間30分

### 鉄筋施工(鉄筋組立て作業)
- 1級：曲げ加工した鉄筋を使用し、図面及び仕様に従い、基礎、柱及びはりの取合い部の鉄筋の組立てを行う。試験時間＝2時間10分
- 2級：曲げ加工した鉄筋を使用し、図面及び仕様に従い、基礎、柱及びはりの取合い部の鉄筋の組立てを行う。試験時間＝1時間40分

## 取得後の称号
技能検定に合格すると1級は厚生労働大臣名の、2級及び3級は各都道府県知事名の合格証書が交付され、技能士を称することができる。資格を表記する際には「1級鉄筋施工技能士」、「2級鉄筋施工技能士」のように等級を明示する必要がある。等級の非表示、等級表示位置の誤り、職種名の省略表示などは不可である。
なお職業能力開発促進法により、鉄筋施工技能士資格を持っていないものが鉄筋施工技能士と称することは禁じられている(名称独占資格)。